# Stictopleurus punctiventris
Stictopleurus punctiventris är en insektsart som först beskrevs av William Sweetland Dallas 1852.  Stictopleurus punctiventris ingår i släktet Stictopleurus och familjen smalkantskinnbaggar. Inga underarter finns listade i Catalogue of Life.